# Knölros
Knölros är en pannikulit (inflammation av underhudsfett) som uppträder som en immunologisk reaktion. Knölros kan utlösas av olika infektionssjukdomar och kan ibland även uppkomma som en reaktion på läkemedel.
Knölros i sig är inte smittsamt, men den underliggande sjukdomen kan mycket väl vara det, därför går det inte att ange någon specifik inkubationstid för knölros.
Förr i tiden var knölros nästan alltid synonymt med tuberkulos; numera är det vanligare att få knölros om man blivit smittad med infektionssjukdomarna yersinios och ornithos samt infektion med så kallade betahemolyserande streptokocker (som bland annat kan orsaka scharlakansfeber och rosfeber), eller andra infektioner. Knölros kan också uppträda vid sjukdomen sarkoidos (som dock inte är någon infektionssjukdom).
Ibland ser man även knölros i samband med inflammatoriska tarmsjukdomar som till exempel Morbus Crohn.
Vid knölros uppträder rodnader i form av knölar på huden. Vanligast är att de uppträder på smalbenen men också på armarna. I sällsynta fall kan man få knölros på andra ställen på kroppen. Inflammationen drabbar även underhuden och knölarna är ofta väldigt ömma. Ibland kan man få svårt att gå på grund av smärtan. Det är vanligt med feber som kan bli ganska hög.
Det finns ingen särskild behandling för knölros, förutom vila och smärtlindring. Istället koncentrerar man sig på att finna och behandla den underliggande sjukdomen, något som inte alla gånger är helt lätt.
I cirka hälften av fallen av knölros är orsaken till tillståndet okänd. Vanligtvis försvinner knölarna av sig själva inom några veckor, vilket gör att den vanligaste behandlingen av tillståndet är vila. Antiinflammatoriska läkemedel kan användas för att lindra smärtan och påskynda läkningen. I sällsynta fall används systemiska kortikosteroider vid behandling av knölros och innan dessa läkemedel används bör sjukvårdspersonalen försäkra sig om att patienten inte har några underliggande infektioner.